# Diplazium sandwichianum
Diplazium sandwichianum là một loài dương xỉ trong họ Athyriaceae. Loài này được Diels mô tả khoa học đầu tiên.

## Hình ảnh

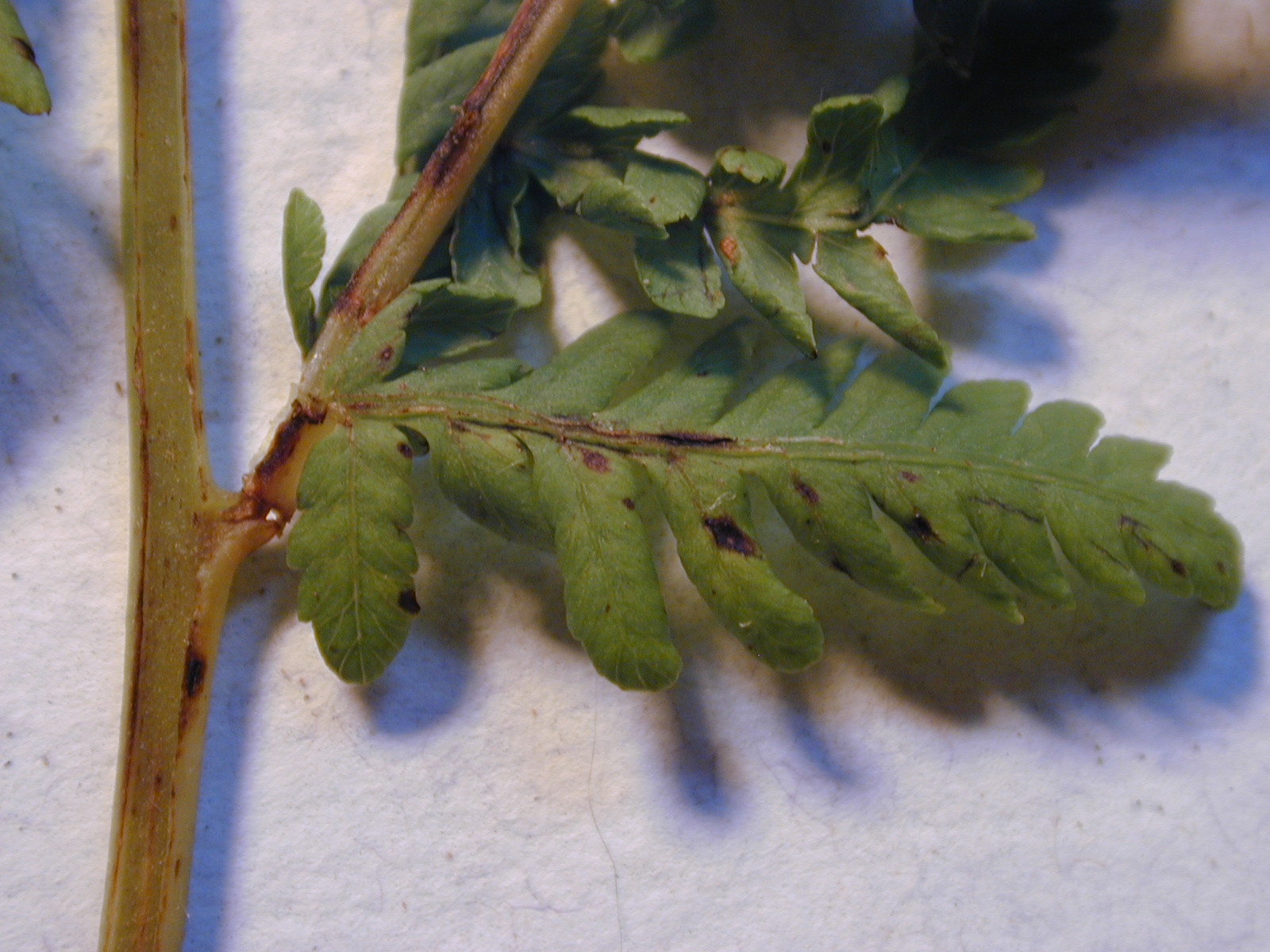
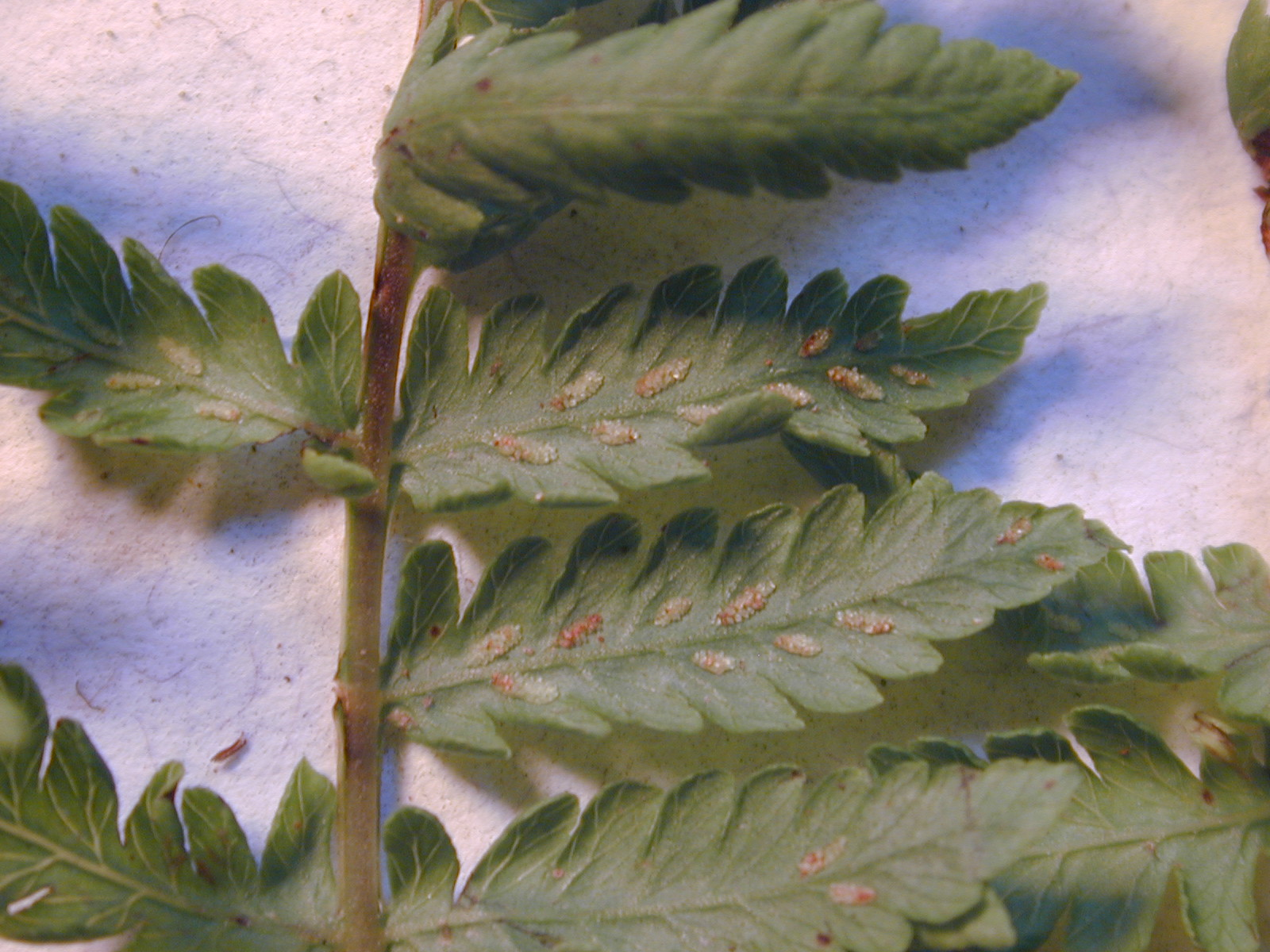
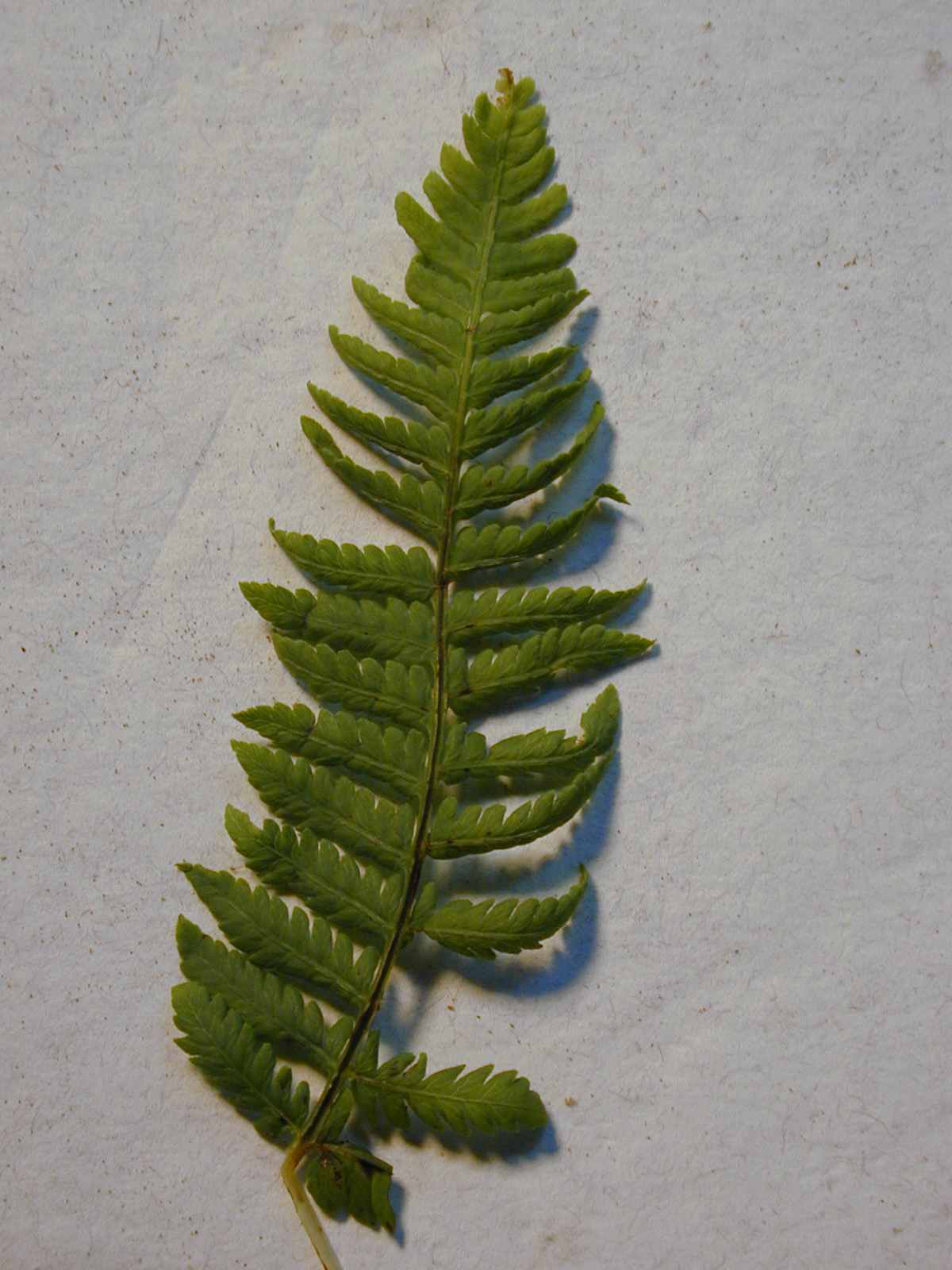
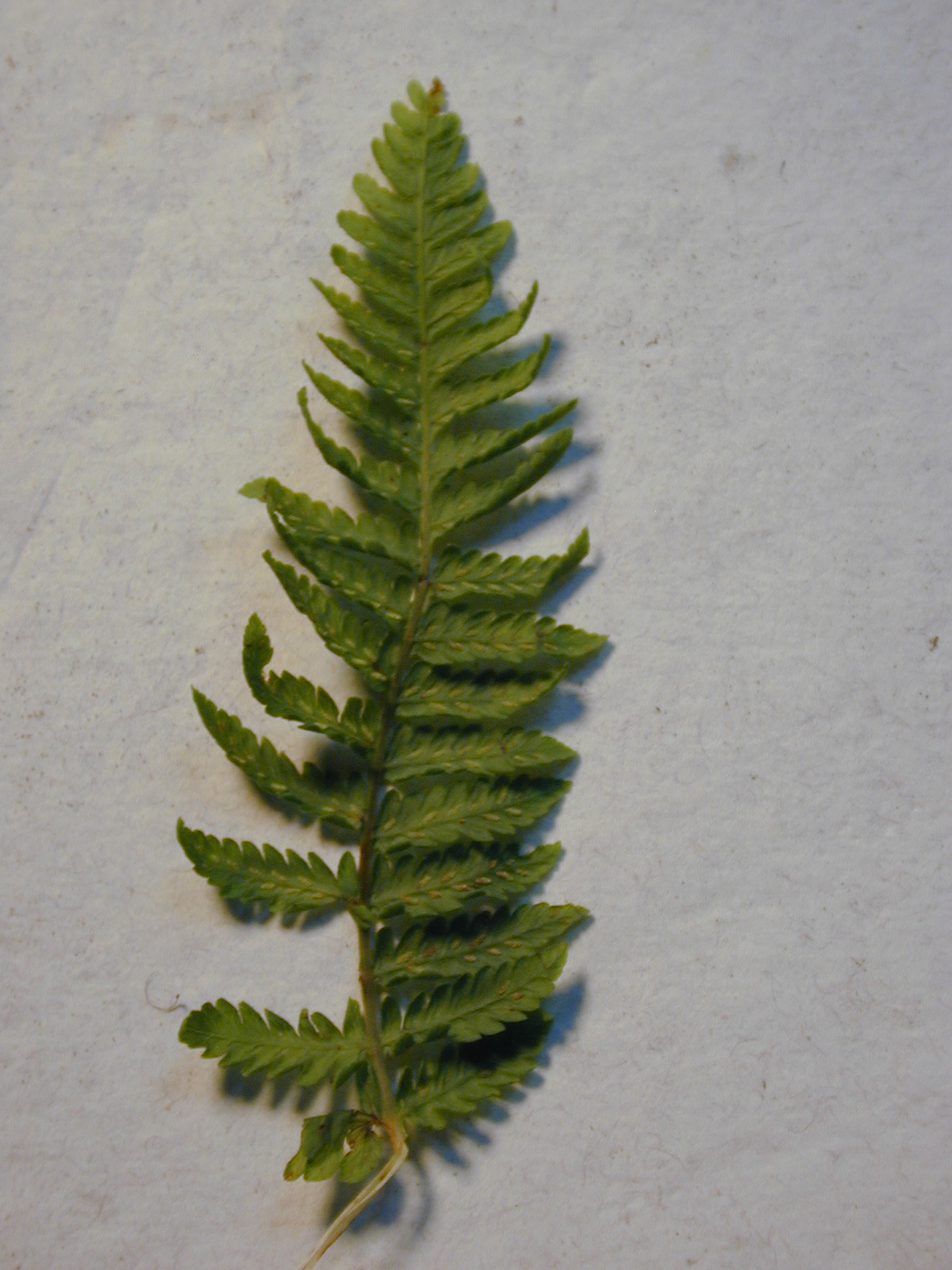